# Gentiana alata
Gentiana alata är en gentianaväxtart som beskrevs av T. N. Ho. Gentiana alata ingår i släktet gentianor, och familjen gentianaväxter. Inga underarter finns listade i Catalogue of Life.